# بهمن احمدی امویی
بهمن احمدی امویی (زاده ۱ خرداد ۱۳۴۸ در تهران) روزنامه‌نگار اقتصادی و اجتماعی با گرایش اصلاح‌طلبانه است و مدتی را در زندان گذراند.
او دانش‌آموختهٔ رشتهٔ اقتصاد از دانشگاه مازندران است و با روزنامه‌های جامعه، توس، صبح امروز، نوروز، شرق، وقایع اتفاقیه و سرمایه همکاری داشته و تاکنون دو کتاب به نام‌های «اقتصاد سیاسی جمهوری اسلامی» و «مردان جمهوری اسلامی چگونه تکنوکرات شدند» از وی منتشر شده‌است. همسر او ژیلا بنی‌یعقوب نیز روزنامه‌نگار، فعال جنبش زنان در ایران و زندانی سیاسی بوده‌است.

## زندگی
بهمن احمدی امویی متولد ۱ خردادِ ۱۳۴۸ در تهران است. امویی، زندگی حرفه‌ای خود را با روزنامه‌های توس، جامعه و صبح امروز شروع کرد. او دانش‌آموخته رشته اقتصاد از دانشگاه مازندران است و با روزنامه‌های نوروز، شرق، وقایع اتفاقیه، سرمایه و جامعه همکاری داشته‌است. سردبیری روزنامه سرمایه، آخرین سمت رسمی او در زندگی حرفه‌ای روزنامه‌نگاری‌اش بود.
او از گزارشگران وقایع پس از انتخابات سال ۱۳۸۸ در ایران بود. او در این انتخابات از طرفداران میرحسین موسوی بود و احمدی‌نژاد را به کودتا متهم می‌کرد. وی پیش از این نیز مقالاتی را در انتقاد به سیاست‌های اقتصادی دولت احمدی‌نژاد منتشر کرده بود.

### بازداشت در سال ۱۳۸۵
امویی در ۲۲ خرداد ۱۳۸۵ در حین ضبط گزارش از تظاهرات زنان بر ضد قوانین تبعیض آمیز در میدان هفت تیر تهران، بازداشت شد و یک هفته به زندان اوین منتقل شد. پس از آزادی موقت وی، در ۱۳ مرداد ۱۳۹۶ دادگاهی در شعبه ۱۳ دادگاه انقلاب، او به اتهام اقدام علیه امنیت ملی، تبلیغ علیه نظام جمهوری اسلامی، تبانی و مشارکت در یک اجتماع غیرقانونی و اخلال در نظم و آسایش و آرامش مردم مورد بازخواست قرار داد. امویی از همه اتهامات بجز تبلیغ علیه نظام جمهوری اسلامی مبری شد و بابت این مورد اتهامی، به ۶ ماه حبس تعلیقی محکوم شد.

### بازداشت در سال ۱۳۸۸
احمدی امویی از جمله روزنامه‌نگاران حامی جنبش سبز است که پس از انتخابات ریاست جمهوری ایران (۱۳۸۸) دستگیر شد. وی به همراه همسرش در خرداد ۱۳۸۸ بازداشت شد. همسر او با حکم دادگاه، به یک سال حبس و ۳۰ سال ممنوعیت از کار روزنامه‌نگاری محکوم شد. همسر او بعد از گذراندن دوران‌محکومیتش، در تیر ۱۳۹۲ آزاد شد. امویی در دادگاه بدوی به ۷ سال و ۴ ماه حبس و ۳۴ ضربه شلاق محکوم شد. دادگاه تجدید نظر اما حکم را به ۵ سال و ۴ ماه حبس تقلیل داد و حکم شلاق را لغو کرد. موارد اتهامی او، اجتماع و تبانی به قصد برهم زدن امنیت ملی، اخلال در نظم عمومی، اقدام علیه امنیت ملی، تبلیغ علیه نظام و توهین به رئیس‌جمهور عنوان شد. دیگر موارد اتهامی او سردبیری وب‌سایت خرداد نو و نوشتن مقالات انتقادی دربارهٔ عملکرد اقتصادی دولت احمدی‌نژاد یاد شده.
انتشار شعری حماسی از فردوسی در سایت خرداد یکی از اتهامات وی اعلام گردید. وی مدتها بدون ملاقات در بند ۲۰۹ زندان اوین محبوس بود و در آستانه نوروز توانست از مرخصی استفاده کند. روز ۹ خرداد ۱۳۸۹ در پی تماس تلفنی یکی از مأموران دادسرای زندان اوین، او به زندان بازگشت.
دادگاه او را به ۵ سال و چهارماه حبس محکوم کرد. بهمن امویی در ۱۲ مهر ۱۳۹۳ پس از پایان دوران محکومیتش از زندان آزاد شد.
امویی پس از آزادی از زندان، به خاطر آنچه خودش شرایط سخت روزنامه‌نگاری از لحاظ اقتصادی می‌داند، به کارهای پژوهشی و تألیف کتاب روی آورده‌است و شغل روزنامه‌نگاری را ترک کرد. او در سال ۲۰۱۱ موفق شد تا جایزه جهانی هلمن - همت را کسب کند.

## آثار
جدیدترین کتاب منتشر شده از او بنام «چگونه می‌توان یک کشور را دزدید؟» توسط نشر بنیاد تسلیمی در ۱۴۰۲ در کالیفرنیا منتشر شده است و به تبارشناسی خصوصی سازی در جمهوری اسلامی میپردازد.
کتاب‌های «مردان جمهوری اسلامی چگونه تکنوکرات شدند» و «اقتصاد سیاسی جمهوری اسلامی»، از آثار سیاسی اوست. او کتاب «زندگی در زندان اوین و رجایی شهر» را به عنوان خاطرات خود از دوران حبسش در بین سال‌های ۸۸ تا ۹۳ را منتشر کرده‌است. این خاطرات در قالب نامه‌های او به همسرش نوشته شده‌است. این کتاب را انتشارات باران در سوئد منتشر کرده‌است. این کتاب به زبان انگلیسی هم ترجمه شده‌است.

## برای مطالعهٔ بیشتر
- نقض حقوق روزنامه‌نگاران و خبرنگاران در جمهوری اسلامی ایران